# TXN
TX Network o TXN és una xarxa de televisió comercial del Japó.

## Xarxa televisiva de TV Tokyo Network
|     | Estació de TV                 | Identificatiu | Àrea de transmissió                                        |
| --- | ----------------------------- | ------------- | ---------------------------------------------------------- |
| TX  | TV TOKYO                      | JOTX-DTV      | Tòquio, Ibaraki, Saitama, Tochigi, Gunma, Chiba i Kanagawa |
| TVO | TV Osaka / テレビ大阪         | JOBH-DTV      | Osaka                                                      |
| TVA | TV Aichi / テレビ愛知         | JOCI-DTV      | Aichi                                                      |
| TVQ | TVQ Kyushu Hoso / TVQ九州放送 | JOTY-DTV      | Fukuoka                                                    |
| TVh | TV Hokkaidō / テレビ北海道    | JOHI-DTV      | Hokkaidō (Hokkaido)                                        |
| TSC | TV Setouchi / テレビせとうち  | JOPH-DTV      | Kagawa i Okayama                                           |
| BSJ | BS JAPAN                      | --            | Canal nacional via satèl·lit                               |